# Fanganlage

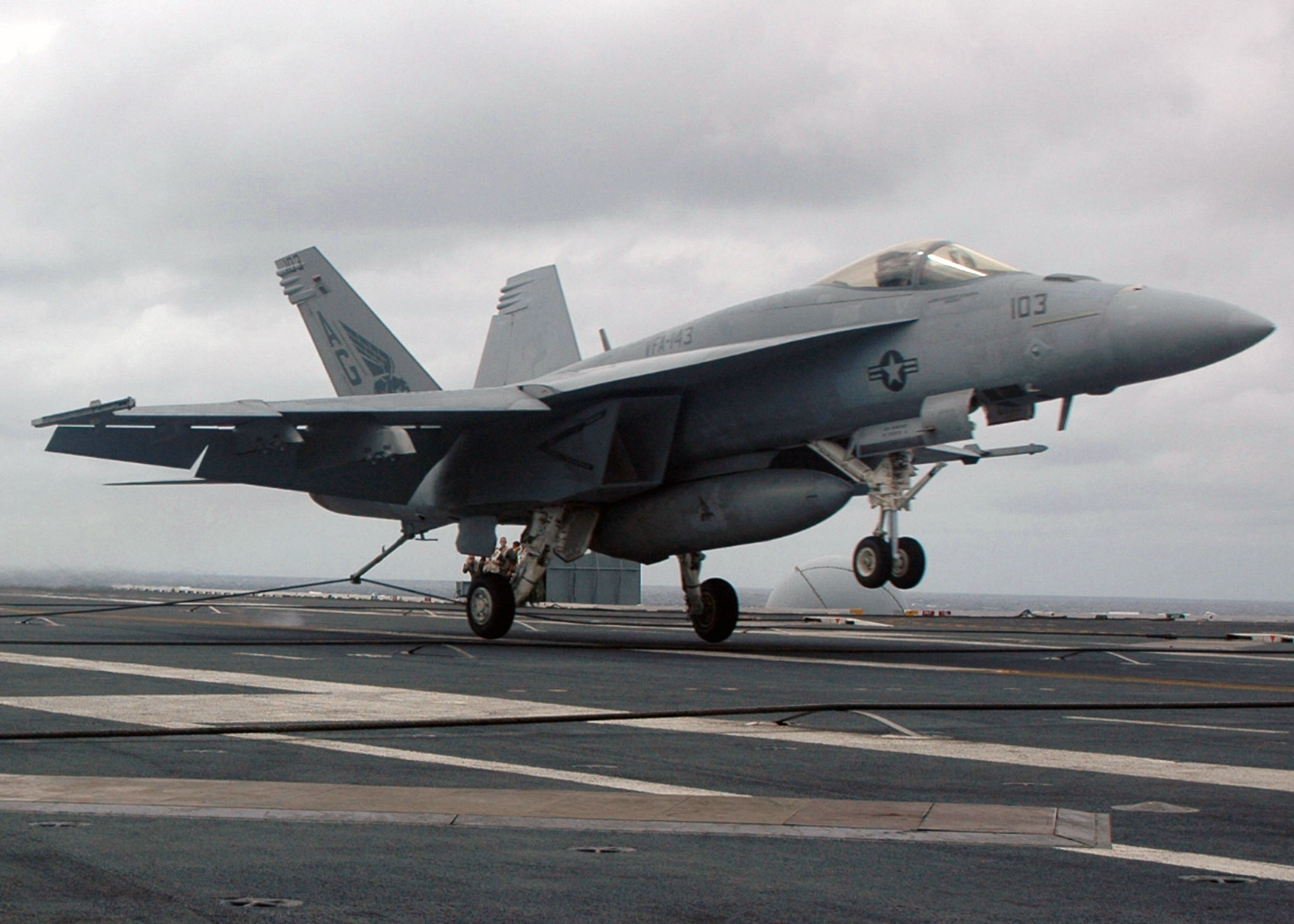
F-18 am Fanghaken

Eine Fanganlage (engl. arresting gear) dient dazu, Luftfahrzeuge bei der Landung auf kurzer Strecke sicher abzubremsen.
In der Funktionsweise unterscheidet man
- Seilfanganlagen und
- Netzfanganlagen

## Seilfanganlage
Die Funktionsweise einer Seilfanganlage ist im Artikel Fangseil beschrieben.
Vorteile der Seilfanganlage sind:
- es ist eine hohe Anzahl von „Fängen“ möglich, bis das Stahlseil ausgetauscht werden muss
- die Fanganlage auf einem Flugplatz kann von beiden Richtungen genutzt werden (Fang am Landebahnanfang, englisch Approach End Arrestment und Fang am Start-/Landebahnende, englisch Departure End Arrestment)
- die Fanganlage wird nur eine kurze Zeit benötigt, damit ist die Landefläche schnell wieder für das nächste Luftfahrzeug frei. Dies ist besonders auf Flugzeugträgern wichtig.

Allerdings erfordert die Nutzung einer Seilfanganlage einen Fanghaken am Flugzeug.

## Netzfanganlage
Netzfanganlagen sind reine Notsysteme, um ein Luftfahrzeug, das ansonsten nicht mehr rechtzeitig zum Stillstand kommen kann, mittels eines Fangnetzes, das am Ende der Landebahn bzw. des Landedecks senkrecht aufgerichtet wird, abzubremsen.
Fangnetze sind ein letztes Mittel, können jedoch nur von einer Richtung aus genutzt werden. Zudem dauert es eine gewisse Zeit, bis das gefangene Flugzeug aus dem Netz gelöst ist und dann die Bahn wieder freigegeben werden kann.
Das Aufrichten des Netzes dauert – je nach Konstruktion – eine gewisse Zeit und erfordert daher eine Vorwarnung.

Ferner verbietet sich die Nutzung einer Netzfanganlage bei Flugzeugen mit scharfen Kanten (z. B. F-104 Starfighter) oder nach Verlust oder Beschädigung des Kabinendaches (Strangulationsgefahr für den Piloten).

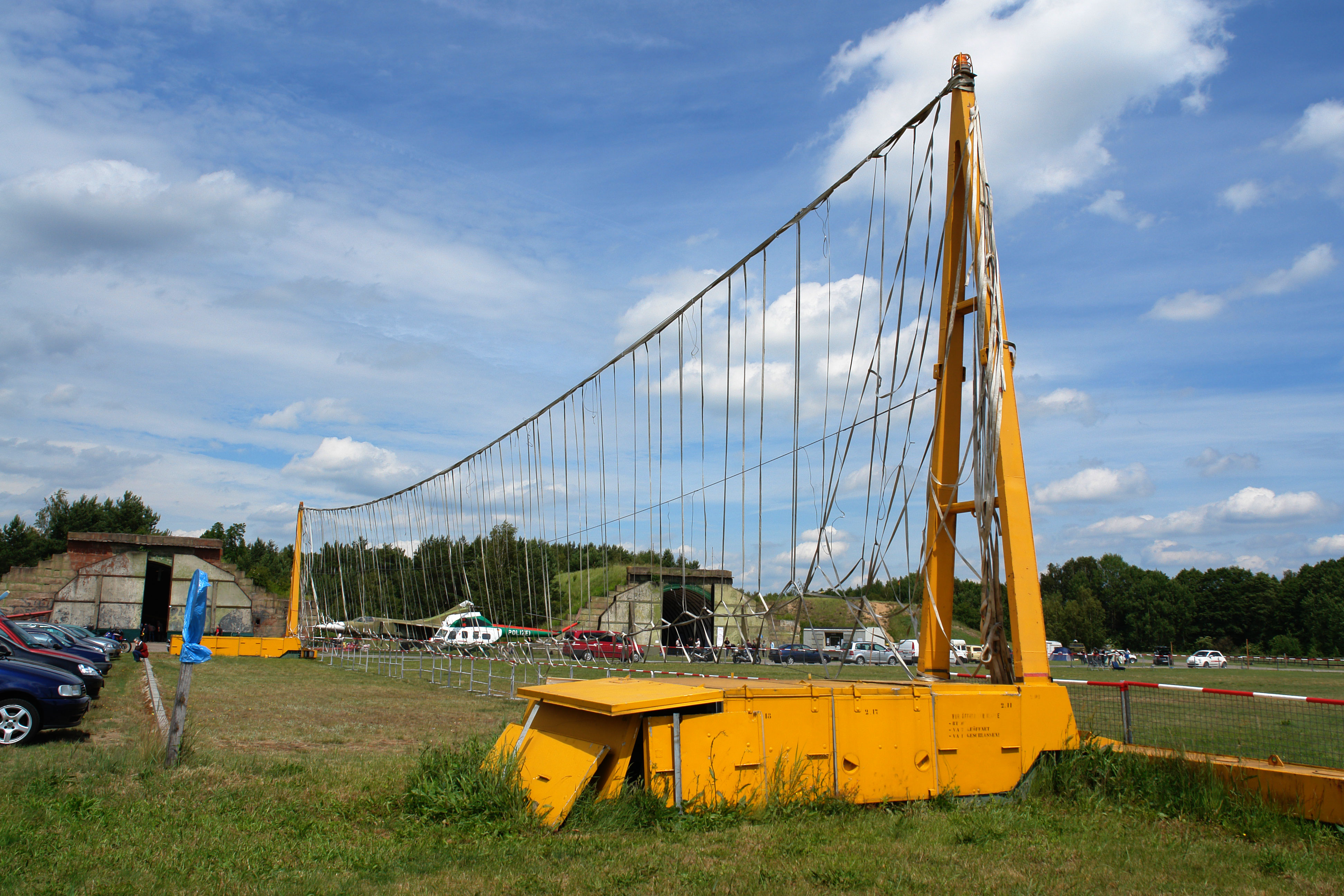
Netzfanganlage
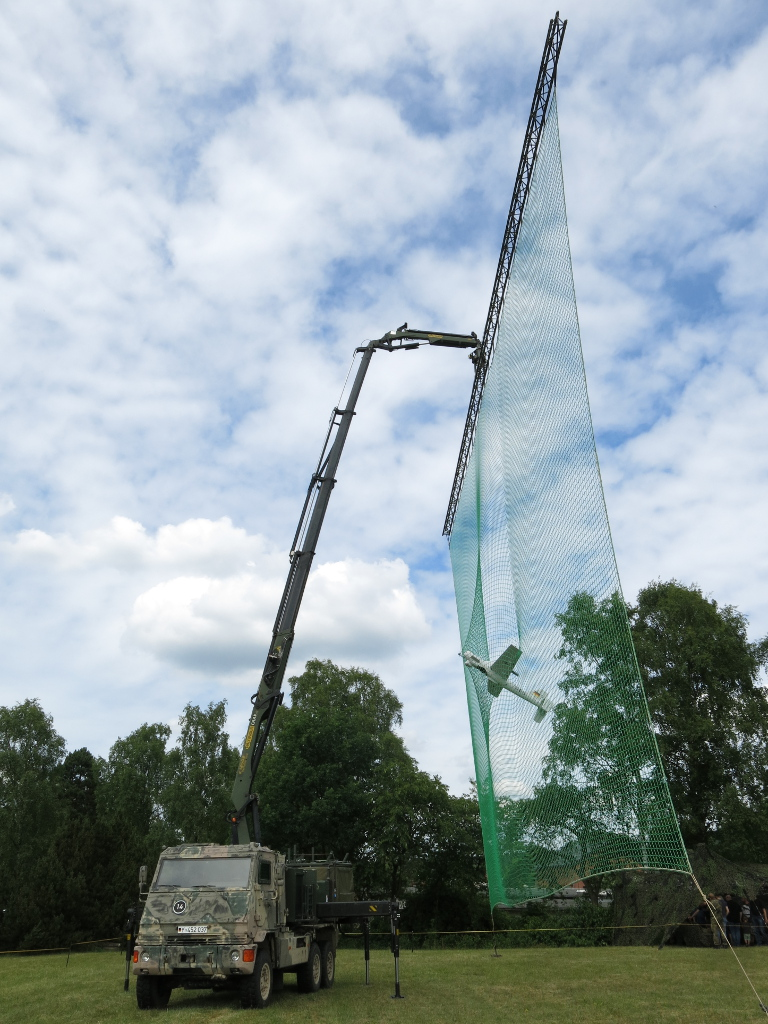
Landenetz für Drohne Luna

## Netzfanganlagen auf Flugzeugträgern
Netzfanganlagen auf Flugzeugträgern dienen dem gleichen Zweck wie solche Anlagen an Land.